# ناحیه القرارم قوقه
ناحیه القرارم قوقه (به عربی: دائرة القرارم قوقة) یک ناحیه در الجزایر است که در استان میله واقع شده‌است.